# 小行星3785
小行星3785（3785 Kitami）是一颗围绕太阳公转的小行星。1986年11月30日，關勉在藝西天文台发现了此天体。
該小行星以日本北海道北見市命名。
这颗小行星的绝对星等为236.6352276804856等。